# Bieśnik (Gorlice)
Pour les articles homonymes, voir Bieśnik.
Bieśnik (prononciation : [ˈbjɛɕnik]) est une localité polonaise de la gmina de Łużna, située dans le powiat de Gorlice en voïvodie de Petite-Pologne.